# Audio-Technica
La Audio-Technica Corporation (株式会社オーディオテクニカ, Kabushiki Kaisha Ōdio Tekunika), più nota semplicemente come audio-technica è un'azienda giapponese che progetta e produce microfoni professionali, cuffie, giradischi, puntine magnetiche fonografiche e altre apparecchiature audio.

## Storia della compagnia
La Audio-Technica fu fondata nel 1962 a Shinjuku, quartiere di Tokyo da Hideo Matsushita come produttore di puntine fonografiche. I suoi primi prodotti furono le puntine stereo AT-1 e AT-3 MM. L'attività si sviluppò rapidamente e Audio-Technica si espanse in altri campi. La sede centrale e la fabbrica si trasferirono nel 1965 nell'attuale indirizzo di Naruse, Machida, Tokyo. Nel 1969, l'azienda iniziò ad esportare puntine in tutto il mondo e lanciò i primi registratori a microcassette
Nel 1972, Audio-Technica fondò la sua filiale statunitense a Fairlawn in Ohio, e iniziò a spedire puntine VM ai produttori europei. Nel 1974, l'azienda ha sviluppato le sue prime cuffia della serie AT-700, lanciata lo stesso anno. La serie di microfoni AT-800 è stata introdotta nel 1978 e nello stesso anno è entrato in funzione lo stabilimento britannico di Leeds.
Nel 1984, Audio-Technica ha introdotto l'ASM50 Nigirikko, un elettrodomestico a forma di nigiri per cucine domestiche. Il successo di mercato di questo prodotto ha portato l'azienda a sviluppare una gamma di macchinari per sushi per uso commerciale e industriale.
Nel 1986, l'azienda ha sviluppato cavi RCA con rame ad alta purezza prodotto dal processo di colata continua di metalli (PCOCC), inventato e sviluppato tra il 1982 e il 1985 da Atsumi Ohno. Nello stesso anno, l'azienda ha lanciato la puntina AT33ML/OCC, la prima realizzata con materiali PCOCC. Nel 1988 viene fondata un'altra filiale Audio-Technica a Taiwan.
Negli anni '90, Audio-Technica ha introdotto diversi microfoni a condensatore a diaframma largo per uso in studio: il microfono cardioide AT4033 nel 1991, il modello multiplo AT4050 nel 1995 e il microfono cardioide valvolare AT4060 nel 1998; l'AT895 ed un microfono a cinque elementi controllato da DSP che fornisce un'acquisizione audio direzionale adattiva, fu introdotto nel 1999. Nel 1996, lo stabilimento del sud-est asiatico ha iniziato a operare a Singapore.
Nel 2008, l'azienda ha celebrato il 20º anniversario della fornitura di microfoni per i dibattiti presidenziali degli Stati Uniti. Audio-Technica ha celebrato il 50º anniversario al Consumer Electronics Show 2012, presentando il suo giradischi USB per DJ AT-LP1240-USB e ATH-CKS55i.
Nel 2017, le cuffie wireless Audio-Technica Pure Digital Drive ATH-DSR9BT hanno ricevuto il CES Innovation Honoree Awards utilizzando la tecnologia Trigence Dnote.